# Nicolae Tătărăscu

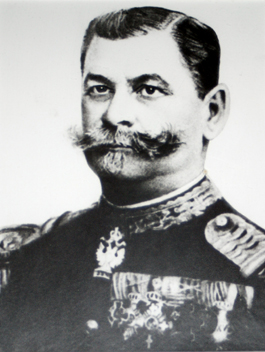
Generalul Nicolae Tătărăscu.

Nicolae Tătărăscu ( n. 1850 loc. Vlăduleni, com Bîlteni, jud. Gorj - d. 1916) a fost un politician și general român.
Familia Tătărescu este una dintre familiile gorjene care făcea parte din vechea boierime a Olteniei, înrudită îndeaproape cu Pârâienii, Frumușenii ș.a., ai căror reprezentanți au ocupat funcții înalte în dregătoriile Țării Românești. Nicolae Tătărescu și soția sa, Speranța, născută Pârâianu (1858-1920) au avut nu mai puțin de nouă copii, dintre care patru băieți: Gheorghe (Tătărescu n. 1886 - d. 1957), cel mai cunoscut dintre frații Tătărescu, Alexandru, Ștefan și Emanuel (Emanoil).  
1867 - Școala Militară
1869 - sublocotenent
1884 - maior
1892 - colonel
1898 - General de Brigadă - Secretar General la Ministerul de Război 
1 aprilie 1904 - 1 aprilie 1907 - Șeful Marelui Stat-Major al Armatei Române.
| Portal icon | Portal România în Primul Război Mondial |

| Portal icon | Portal Istorie |